# Richard Ottmar
Richard Ottmar (* 19. März 1889 in Backnang; † 23. Juli 1956 in Stuttgart) war ein deutscher Theologe und Lehrer, der zugleich als Experte für Eisenbahnfahrpläne aktiv war.

## Leben
Der zu Lebzeiten auch als „Fahrplan-Pastor“ bekannte Ottmar wurde als Sohn eines Lehrers in Backnang geboren. Nach der Schulzeit in Backnang und an den Evangelischen Seminaren in Maulbronn und Blaubeuren, während der er bereits sehr früh Interesse an Eisenbahnen und deren Fahrplänen entwickelte, studierte er am Stift Tübingen evangelische Theologie. Nach Abschluss des Studiums war er von 1911 bis 1918 als Vikar im Dienst der Württembergischen Landeskirche in Großaspach, Großgartach, Trossingen und Bartenbach tätig. Im Ersten Weltkrieg diente er als Unteroffizier im Sanitätsdienst. 1916 heiratete er in Bartenbach seine Frau Hedwig, beide bekamen zwei Töchter und drei Söhne. 1918 wechselte Richard Ottmar als Studienrat für evangelischen Religionsunterricht in den Schuldienst, zunächst an die Rosenberg-Realschule in Stuttgart.
Bereits während des Studiums waren Eisenbahnfahrpläne und Kursbücher zu seinem Hobby geworden und Ottmar reichte bei den damaligen Königlich Württembergischen Staats-Eisenbahnen verschiedene Vorschläge für Verbesserungen des Bahnverkehrs ein. Er engagierte sich auch mit Vorträgen und Veröffentlichungen für den weiteren Ausbau des Eisenbahnnetzes, so etwa für den Bau einer „Hegaubahn“ von Schwenningen über Tuttlingen nach Schaffhausen, die für eine schnellere Verbindung von Stuttgart zur Gotthardbahn sorgen sollte.
Nach dem Krieg wurde Richard Ottmar 1920 ehrenamtlicher Fahrplanreferent des Landesfremdenverkehrsverbandes Württemberg-Hohenzollern. Ab 1927 vertrat er den Verband auch im Fahrplanausschuss des Reichsfremdenverkehrsverbands. Nach Ende des Zweiten Weltkriegs wurde Ottmar auch in den Nachfolgeorganisationen aktiv. Ab 1948 vertrat er den damaligen Fremdenverkehrsverband Württemberg im Fahrplanausschuss des Bundes Deutscher Verkehrsverbände und wurde Mitglied des Fahrplanausschusses im Deutschen Industrie- und Handelstag (DIHT). In beiden Gremien setzte er sich für die Neuordnung des nationalen und internationalen Fernverkehrs nach dem Krieg ein. Ein wesentliches Ergebnis war 1951 die Einführung des Tauern-Express, als dessen „Vater“ Ottmar bezeichnet wurde. Nachdem der Orient-Express aufgrund seiner Führung über die inzwischen hinter dem Eisernen Vorhang liegenden Städte Bratislava und Budapest und die damit verbundenen stundenlangen Grenzaufenthalte und unsicheren Verbindungen erheblich an Nachfrage verloren hatte, stellte der Tauern-Express für Belgien sowie den west- und süddeutschen Raum bald die zentrale Verbindung auf den Balkan und bis in die Türkei dar. Auch an der Einführung des Austria-Express von Hoek van Holland nach Graz und Klagenfurt sowie des Mozart von Straßburg nach Salzburg als ersten Schritt zur späteren Tagesverbindung von Paris nach Wien war Ottmar maßgeblich beteiligt.
Neben seiner beruflichen Tätigkeit und dem Engagement für das Fahrplanangebot der Bahn war Ottmar auch auf musikalischem Gebiet aktiv. Über mehrere Jahre war er Vorsitzender des Stuttgarter Oratorienchors und mit diesem auf Chorreisen im In- und Ausland unterwegs.
Ottmar wurde 1954 pensioniert, zuletzt war er als Oberstudienrat am Johannes-Kepler-Gymnasium Bad Cannstatt tätig gewesen. Als auch außerhalb Deutschlands anerkannter Fahrplansachverständiger blieb er aber weiter aktiv. Im März 1956 erhielt er für seine ehrenamtliche Tätigkeit das Bundesverdienstkreuz am Bande verliehen. Ottmar starb vier Monate später am 23. Juli 1956. Er wurde auf dem Waldfriedhof Stuttgart beigesetzt.

## Veröffentlichungen (Auswahl)
- Das Randenbahnprojekt und seine Konkurrenzprojekte: Vortrag, gehalten am 3. Mai 1912 in Tuttlingen
- Berlin-Gotthard: Die Bedeutung des Hegaubahnprojekts für den internationalen Verkehr; Vortrag, gehalten am 18. Oktober 1912 in Engen
- Der Wiederaufbau des Süddeutschen Orientverkehrs: Denkschrift, 1927
- Süddeutsche-Schweizerische Eisenbahnfragen, Geographische Wochenschrift, 1935, Sonderdruck